# 井上治 (陸上選手)
井上 治（いのうえ おさむ、1932年9月16日 -　?）は、日本の陸上競技（長距離走）選手。

## 経歴
愛媛県喜多郡菅田村（現在の大洲市）出身。愛媛県立大洲農業高等学校に入学。1950年には陸上5000メートルを15分56秒0で走り、愛媛県で16分台を初めて割ったエースとして注目された。
中央大学に進み、1952年の第29回	箱根駅伝で4区を走り区間賞（1時間9分35）。1952年にヘルシンキで開催されたオリンピックに代表として参加、男子5000メートルに出場したが予選失格（14分59秒0）。1953年の第30回箱根駅伝では2区を走り区間2位であった。1953年の第37回日本陸上競技選手権大会では男子5000メートルで優勝（14分58秒6）。
1953年8月16日、西ドイツのドルトムントで開催された国際学生陸上選手権大会 (1953 Summer International University Sports Week) で5000メートルを走り優勝。1953年10月に開催された第8回四国国体秋季大会では、男子3000メートルで8分45秒6の大会新記録で優勝。1954年にはマニラで開催された第2回アジア大会で男子5000メートルに出走して優勝した。
大学卒業後は富士製鐵（現・日本製鉄）に入社。1955年、第39回日本陸上競技選手権大会で男子10000メートルに出場し優勝（31分09秒4）。1957年、第41回日本陸上競技選手権大会では男子5000m（14分41秒6）および男子3000メートル障害（9分52秒0）の2種目で優勝。1958年、第3回アジア大会（東京）で男子5000メートルに出走して優勝（大会二連覇）。
2011年時点で故人。